# Rodrigo Sobral Cunha
Rodrigo de Aguiar Sobral de Alexandre Cunha (Lisboa, 1967) é um ritmanalista, escritor, professor universitário, vive em Sintra. 
Tem escrito em torno de temas como o ritmo, a linguagem, o pensamento, a paisagem, a hermenêutica, a arqueologia e a história, a arte e a ciência, a tradição e o heroísmo.  
Na juventude fez estudos musicais na Academia dos Amadores de Música e no Instituto Gregoriano de Lisboa, o que contribuiu para uma vocação poliglota, tendo também desde cedo conhecido as línguas francesa, inglesa, castelhana e italiana.  
Deixou incompleto o curso de direito na Universidade de Lisboa (Clássica), para fazer o curso de filosofia (via científica) na Universidade Católica Portuguesa em Lisboa, onde fez depois o mestrado e, na Universidade de Évora, o doutoramento com uma tese sobre a harmonia do universo. Fez ainda o pós-doutoramento «Ritmanálise: um novo modelo de conhecimento», consorciado entre a Universidade de Lisboa e a Fundação para a Ciência e a Tecnologia.  
Beneficiou de outra formação graças a círculos de amizade, de tradição portuguesa, como os de Dalila Pereira da Costa, António Telmo, Afonso Botelho, Lima de Freitas.
É membro do Instituto de Filosofia Luso-Brasileira, fundado em Julho de 1992 por António Quadros, Afonso Botelho e António Braz Teixeira (entre outros), membro do Conselho Consultivo do MIL – Movimento Internacional Lusófono, assim como do Conselho de Direcção da revista Nova Águia.
Fundou o Círculo dos Plátanos em Colares.

## Publicações

### Obra filosófica
- Arte de Bem Caminhar (Lisboa, Mil: Movimento Internacional Lusófono e DG Edições, 2020)
- O Colar de Sintra (Sintra, Edições Castelo do Amor, 2016)[1]
- A Saudade dos Heróis. Vico na Razão Atlântica, com textos de Aristóteles, Giambattista Vico, Thomas Carlyle, Visconde de Figanière, Guerra Junqueiro, António Quadros, Ruy de Albuquerque, Dalila Pereira da Costa, Pinharanda Gomes, Bruno Pinchard, Renato Epifânio (Vila Viçosa, Serra d’Ossa, Al-Barzakh, 2012)
- O Essencial sobre Ritmanálise (Lisboa, Imprensa Nacional-Casa da Moeda, 2010)[2][3]
- A Verdadeira História de Aladino e a Lâmpada Maravilhosa, Prefácio de António Telmo, ilustrações de Carlos Aurélio e posfácio de Pedro Sinde (Sintra, Zéfiro Edições, Colecção Nova Águia, 2009)[4]
- Filosofia do Ritmo Portuguesa (Vila Viçosa, Serra d’Ossa Edições, 2008; reedição: Sintra, Zéfiro, 2010; versão italiana: Filosofia del Ritmo Portoghese, a cura di Veronica Pozzessere, Prefazione di Enrico Giannetto, Catania, Maat Studies, 2020)[5][6]
- A Teoria Silvestrina da Harmonia do Universo. Homem, Mundo e Deus na Obra de Silvestre Pinheiro Ferreira (Lisboa, Imprensa Nacional-Casa da Moeda, 2008)[7]

### Obra patrimonial
- O Real Edifício de Mafra, Património Mundial (edição bilingue português-inglês, com arte gráfica de Tiago Sobral Cunha, Mafra, Câmara Municipal de Mafra, 2021)
- Seteais em Sintra (edição bilingue português-inglês, com arte gráfica de Tiago Sobral Cunha, Lisboa, Tivoli Palácio de Seteais/ Minor Continental, Portugal, 2020)
- Edição de António Quadros, O Movimento dos Símbolos. Antologia de Estética Existencial (Lisboa, Universidade Europeia, 2020)
- Edição de Lima de Freitas, As Imaginações da Imagem, textos introdutórios de António Quadros (Lisboa, Edições IADE, 2017)
- Edição de Carlos Queiroz, Paisagem Portuguesa (Sintra, Feitoria dos Livros, 2016)
- Edição de Actas do Colóquio Nacional sobre Raul Lino em Sintra, 4 volumes (Sintra, Castelo do Amor, 2014-2015)[8]
- Edição de Raul Lino, Sintra (Colares Editora, 2014)
- Edição de O Portugal de António Telmo (Lisboa, Guimarães/ Babel, 2010)

### Ensaios e Artigos
- «O Rosto como Paisagem», na Revista Arteteoria, Faculdade de Belas-Artes da Universidade de Lisboa, nº21/ II série, 2018[9]
- «Saudação Rítmica na Obra de Carlos Queiroz» e reedição dos textos de Carlos Queiroz “Epístola aos Vindouros” e “Paisagem de Portugal”, na Nova Águia – Revista de Cultura para o século XXI, 9, Lisboa, Zéfiro Edições, 2012; nas Actas do IV Colóquio Luso-Galaico sobre a Saudade, Zéfiro Edições, 2012; no Posfácio a Carlos Queiroz, Paisagem Portuguesa, Sintra, Feitoria dos Livros, 2016; e na Revista Arteteoria, Faculdade de Belas-Artes da Universidade de Lisboa, nº20/ II série, 2017[10]
- «A Coisa na Obra de Raul Brandão», nas Actas do Colóquio Internacional Evocativo do Centenário da publicação de Húmus, direcção de Vítor Pena Viçoso e Maria João Reynaud, organização Sociedade Martins Sarmento, Março de 2017, na Revista de Guimarães, vol. 126/127, Sociedade Martins Sarmento, 2016-2017
- «O Viajante», na Nova Águia – Revista de Cultura para o século XXI, 6, Lisboa, Zéfiro Edições, 2011; no «Antelóquio» à obra de António Telmo, Viagem a Granada, Serra d’Ossa, Al-Barzakh, 2011; e em Nel Tempo e nella Vita: il Viaggio, Metafora e Realtà/ No Tempo e na Vida: a Viagem, Metáfora e Realidade, a cura di Cristina Rosa, organizado pela Cátedra Pedro Hispano - Universidade de Viterbo, Settecittà, 2018
- «Filosofia da Paisagem na Obra de António Quadros: no Primeiro Barroco Atlântico», em António Quadros, Obra, Pensamento, Contextos, Actas do Colóquio Internacional, Universidade Católica Editora, Lisboa, 2016
- «Lacerda (Aarão de)», no Dicionário Crítico de Filosofia Portuguesa, Coordenação de M. L. Sirgado Ganho, Centro de Estudos de Filosofia da Faculdade de Ciências Humanas da Universidade Católica Portuguesa, Lisboa, Temas e Debates e Círculo de Leitores, 2016
- «Notícia sobre Jacob de Castro Sarmento», nas Actas do Congresso Internacional Luís António Verney e a Cultura Luso-Brasileira do seu Tempo, organizado pelo Instituto de Filosofia Luso-Brasileira, pela Universidade do Minho, pela Universidade do Porto, na Biblioteca Nacional, 16-18 Setembro de 2013, Lisboa, MIL: Movimento Internacional Lusófono, Outubro de 2016
- «O design segundo Vilém Flusser», no Colóquio Internacional sobre a Filosofia de Vilém Flusser, na Universidade de Lisboa, Maio de 2010[11]
- «A Filosofia do Ritmo Portuguesa: da Monadologia Rítmica de Leonardo Coimbra a Lúcio Pinheiro dos Santos e a Ritmanálise», em Philosophica, Revista do Departamento de Filosofia da Faculdade de Letras da Universidade de Lisboa/ Colibri, Lisboa, n.º 31, Abril de 2008, e em O Pensamento Luso-Galaico-Brasileiro (1850-2000). Actas do I Congresso Internacional, Vol. III, Lisboa, Imprensa Nacional-Casa da Moeda, 2009[12]
- «Aforismos» (poesia, numa selecção de António Telmo), em Teoremas de Filosofia (Caderno Semestral de Filosofia Portuguesa), Direcção Joaquim Domingues e Pedro Sinde, Porto, Primavera de 2003
- «Afonso Botelho e o pensamento cavalheiresco» [1997], em Vida e Obra de Afonso Botelho, Lisboa, Fundação Lusíada, 2006
- «Do Noutecer e do Alvor», em Dalila Pereira da Costa e as Raízes Matriciais da Pátria [1996], Lisboa, Fundação Lusíada, 1998
- «Giambattista Vico e Europa: Ciência da Lira e das Nações”, em Gepolis-Revista de Filosofia e Cidadania, nº 6, Lisboa, Universidade Católica Portuguesa, 1999

### Comunicações
Na ideia de vida comunicativa repousa o pensamento que se deseja ligado ao universo e aos homens em particular, conforme defendeu RSC na comunicação «Agostinho da Silva, o pensamento contemporâneo e o futuro de Portugal», iniciativa da Associação Agostinho da Silva com lugar no Palácio das Galveias por ocasião da comemoração do primeiro aniversário da morte do filósofo (1994). Entre 1995 e 1996 promoveu o Curso aberto Arte de Ser Português na Sociedade Histórica da Independência de Portugal, no Palácio da Independência, com a participação do Instituto Luso-Brasileiro de Filosofia nas pessoas do então Presidente Afonso Botelho, com António Telmo, Lima de Freitas, António Brás Teixeira, Henrique Barrilaro Ruas e José Valle de Figueiredo. Entre muitas outras iniciativas, organizou o Colóquio Nacional sobre Raul Lino em Sintra, que decorreu ao longo de 2014 e 2015 em 4 Ciclos de Conferências no Palácio Nacional de Sintra, no Palácio de Seteais, na Casa dos Penedos e no Museu de Odrinhas, com o apoio da Câmara Municipal de Sintra, da Ordem dos Arquitectos e da Parques de Sintra – Monte da Lua, com a participação de José-Augusto França, José Cardim Ribeiro, Gonçalo Byrne, João Santa-Rita, Joaquim Domingues, Manuel J. Gandra, Fernando António Baptista Pereira, Vítor Pena Viçoso, Rémi Boyer, Guilherme d’Oliveira Martins, José Meco, António Brás Teixeira, o pianista Mário Laginha, o cineasta João Mário Grilo, além de outras pessoas. Levou «A Filosofia da Paisagem Portuguesa» ao Congresso Português de Filosofia, organizado pela Sociedade Portuguesa de Filosofia, a Associação Portuguesa de Filosofia Fenomenológica, a Associação Portuguesa de Teoria do Direito, Filosofia do Direito e Filosofia Social, o Instituto de Filosofia Luso-Brasileira, a Sociedade de Ética Ambiental e a Sociedade Portuguesa de Filosofia Analítica, com lugar na Fundação Calouste Gulbenkian em Setembro de 2014. Foi convidado para o Portal 2015 da Associação de Pós-Graduados Portugueses na Alemanha (ASPPA), para falar sobre «Criatividade Portuguesa» (com lugar no Hotel Pestana Tiergarten em Berlim, a 14 de Novembro de 2015). A convite da UNESCO, falou sobre «A paz no extremo-ocidente: Sintra e a tradição da concórdia», no Colóquio Comemorativo do Dia Internacional da Paz - «Sintra como exemplo de comunhão entre povos e culturas», no Palácio Nacional de Sintra, no dia 21 de Setembro de 2016. Participou na série televisiva SOA, da autoria de Raquel Castro, 1º episódio «No Princípio era a Vibração», emitido pela RTP2 a 28 de Outubro de 2021.

### Traduções e outras edições
- Tradução de Hazrat Inayat Khan, «Sê, para que tudo seja (o som abstracto)» [original em The Music of Life. The Inner Nature and Effects of Sound, Omega Publications, New Lebanon/ United States of America, 2005], edição em Iconografia Musical - «A música na dimensão do sagrado», Núcleo de Iconografia Musical (NIM) do Centro de Estudos de Sociologia e Estética Musical, Faculdade de Ciência Sociais e Humanas da Universidade Nova, 2016; originalmente publicado em Cadernos de Filosofia Extravagante, Vila Viçosa, Serra d’Ossa Edições, Março de 2009[16]
- Tradução de Charles Baudelaire, «O Dandy» (original em Le Peintre de la vie moderne, 1863-1869), em Nova Águia – Revista de Cultura para o século XXI, 28, Lisboa, Zéfiro Edições, 2021; originalmente publicado em Que Coisa é o Design?, Lisboa, Edições IADE, 2016
- Tradução de Gaston Bachelard, «A ritmanálise» (original em La dialectique de la durée, Paris, Boivin, 1936), em Philosophica, Revista do Departamento de Filosofia da Faculdade de Letras da Universidade de Lisboa/ Colibri, Lisboa, n.º 31, Abril de 2008, em linha https://repositorio.ul.pt/bitstream/10451/22929/3/Philosophica%2031-10.pdf[17]
- Leitura e Fixação do manuscrito inédito de Silvestre Pinheiro Ferreira, Théodicée ou Traité Élémentaire de la Religion Naturelle et de la Religion Révélée (ms. 1113 da Biblioteca da Academia das Ciências de Lisboa, de 1845), Imprensa Nacional-Casa da Moeda, Abril de 2005
- Tradução de Silvestre Pinheiro Ferreira, Teodiceia ou Tratado Elementar da Religião Natural e da Religião Revelada, Lisboa, Imprensa Nacional-Casa da Moeda, Abril de 2005
- Tradução de Vilém Flusser, «Acerca da palavra design» (original em The shape of things: a philosophy of design, Reaktion Books, 1999), em Idade da Imagem - Revista de Arte, Ciência e Cultura do IADE, 10, Lisboa, Janeiro-Abril de 2004
- Tradução de Silvestre Pinheiro Ferreira, «Ensaio sobre a Psicologia, que inclui a teoria do raciocínio e da linguagem, a ontologia, a estética e a diceósina» (original em Essai sur la Psychologie, comprenant la Théorie du Raisonnement et du Langage, l’Ontologie, la Esthétique et la Dicéosyne, Paris, Rey et Gravier, 1826), em Ensaio sobre a Psicologia, Noções Elementares de Filosofia e Outros Escritos Filosóficos, Lisboa, Imprensa Nacional-Casa da Moeda, 1999
- Colaboração na tradução de Louis-Claude de Saint-Martin, O Crocodilo (original: Le Crocodile ou la Guerre du Bien et du Mal arrivée sous le Règne de Louis XV, 3ª ed., Triades-Édition, 1979), Sintra, Zéfiro Edições, 2016
- Organização do Catálogo dos 25 Anos da Fundação Lusíada, Lisboa, Fundação Lusíada, 2011